# متحف باهيا للفن
متحف باهيا للفن (بالبرتغالية: Museu de Arte da Bahia) هو متحف يقع في سلفادور دي باهيا البرازيل. يعد هذا المتحف من أقدم المتاحف في ولاية باهيا.

## التاريخ
تم إنشاء المتحف للحفاظ على التراث التاريخي والإثنوغرافي لسلفادور دي باهيا، ومع مرور الوقت ركز المتحف على توسيع كتالوج المجموعات في الفنون. تأسس المتحف عام 1918. وفي عام 1982 انتقل المتحف إلى قصر فيتوريا. كان قصر فيتوريا يستخدم سابقًا كمقر لوزير التعليم. في عام 2019 حصل المتحف على ميدالية «دبلوم وميدالية الاستحقاق المتاحف» من قبل مجلس المتاحف الإقليمي البرازيلي. في عام 2020 انضم المتحف إلى منصة فنون وثقافة جوجل، حيث تمت إضافة نسخة معدلة من جوجل ستريت فيو إلى داخل المتحف.

## المجموعات
يحتوي المتحف على 5000 عمل فني بما في ذلك المنحوتات الدينية واللوحات والسيراميك والصور الفوتوغرافية والوثائق وفن الزجاج. يحتوي المتحف على قطع من الفنون الزخرفية من أصول برازيلية وشرقية وأوروبية. يضم المتحف أعمالًا فنية للفنانين البرازيليين خوسيه تيوفيلو دي جيسوس وخوسيه يواكيم دا روشا وألبرتو فالينكا وميندونكا فيليو وبريشليانو سيلفا. يحتوي المتحف على مكتبة بها 12.000 كتاب بالإضافة إلى معارض للفنون التشكيلية. يضم المتحف أيضًا مجموعات للمؤرخ جويس كالمون. من بين مجموعات المتحف قرميد من القرن التاسع عشر وتحف مختلفة. في عام 2017 نظم المتحف معرضًا لأعمال جوديت بيمنتل الفنية. كما يضم المتحف مجموعة من التماثيل المصنوعة من الرخام.